# Mordellistena gemellata
Mordellistena gemellata är en skalbaggsart som beskrevs av Friedrich Julius Schilsky 1899. Mordellistena gemellata ingår i släktet Mordellistena, och familjen tornbaggar. Arten har ej påträffats i Sverige.